# Nowe Ostrowy (gemeente)
De gemeente Nowe Ostrowy is een landgemeente in het Poolse woiwodschap Łódź, in powiat Kutnowski.
De zetel van de gemeente is in Nowe Ostrowy.
Op 30 juni 2004 telde de gemeente 3944 inwoners.

## Oppervlakte gegevens
In 2002 bedroeg de totale oppervlakte van gemeente Nowe Ostrowy 71,56 km2, waarvan:
- agrarisch gebied: 74%
- bossen: 12%

De gemeente beslaat 8,07% van de totale oppervlakte van de powiat.

## Demografie
Stand op 30 juni 2004:
| Omschrijving                   | Totaal | Totaal | Vrouwen | Vrouwen | Mannen | Mannen |
| ------------------------------ | ------ | ------ | ------- | ------- | ------ | ------ |
| eenheid                        | aantal | %      | aantal  | %       | aantal | %      |
| inwoners                       | 3944   | 100    | 2051    | 52      | 1893   | 48     |
| bevolkingsdichtheid (inw./km2) | 55,1   | 55,1   | 28,7    | 28,7    | 26,5   | 26,5   |

In 2002 bedroeg het gemiddelde inkomen per inwoner 1350,03 zł.

## Plaatsen
Błota, Bzówki, Grochów, Grochówek, Grodno, Grodno Drugie, Imielinek, Imielno, Kały-Towarzystwo, Kolonia, Kołomia, Lipiny, Miksztal, Niechcianów, Nowe Ostrowy, Ostrowy, Perná, Rdutów, Wola Pierowa, Wołodrza, Zieleniec.

## Aangrenzende gemeenten
Dąbrowice, Krośniewice, Kutno, Lubień Kujawski, Łanięta